# Neurostrota
Neurostrota là một chi bướm đêm thuộc họ Gracillariidae.

## Các loài
- Neurostrota brunnea Landry, 2006
- Neurostrota cupreella (Walsingham, 1897)
- Neurostrota gunniella (Busck, 1906)
- Neurostrota magnifica Landry, 2006
- Neurostrota pithecolobiella Busck, [1934]